# لی آه هیون
لی آه هیون (کره‌ای: 이아현؛ زادهٔ ۱۳ آوریل ۱۹۷۲) بازیگر اهل کره جنوبی است. او حرفه بازیگری را در سال ۱۹۹۴ با مجموعه تلویزیونی دختر خانواده پولدار آغاز کرد که به خاطر آن برنده جایزه بهترین بازیگر تازه‌کار زن در جوایز درامای کی‌بی‌اس ۱۹۹۴ شد. از فیلم‌ها یا برنامه‌های تلویزیونی که وی در آن نقش داشته‌است می‌توان به نام من کیم سام سون است اشاره کرد.